# Rehtaeh Parsons
Rehtaeh Parsons (Morilla)(/ rəteɪ.ə /, rə-tey-ə), (9 de diciembre de 1995 - 7 de abril de 2013) fue una exestudiante de 17 años de edad de la Cole Harbour District High School, que intentó suicidarse por ahorcamiento el 4 de abril de 2013, en su casa en Dartmouth, Nueva Escocia, Canadá, lo que la llevó a un estado de coma y a la decisión de apagar su máquina de soporte vital el 7 de abril de 2013. Su muerte ha sido atribuida a la distribución en línea de fotos de una supuesta violación en grupo que se produjo 17 meses antes de su suicidio, en noviembre de 2011. En una página de Facebook creada en homenaje a su hija, la madre de Parsons culpó a los cuatro chicos que ella denunció por las imágenes de violación publicadas, y posterior constancia de "acoso y mensajes de hostigamiento", y el fracaso del sistema de justicia canadiense, por la decisión de su hija de suicidarse.
En respuesta al suicidio de Parsons, Nueva Escocia promulgó una ley en agosto de 2013 que permite a las víctimas buscar protección contra el acoso cibernético y demandar al autor. antes de que sus restos fueran exhumados y cremados el 3 de marzo de 2015.